# Umalakotid
Umalakotid ist eine unbewohnte Insel, rund 100 Meter von der größten estnischen Insel Saaremaa entfernt. Sie gehört zur Landgemeinde Saaremaa im Kreis Saare. Die bewaldete Insel liegt in der Bucht Kuusnõmme laht und gehört zum Nationalpark Vilsandi in der Ostsee.